# Grand Prix Formule 1 van Brazilië 1978
De Grand Prix Formule 1 van Brazilië 1978 werd gehouden op 29 januari 1978 in Jacarepagua.

## Uitslag
| Positie | Nr | Rijder             | Team               | Ronden | Tijd/Opgave    | Startplaats | Punten |
| ------- | -- | ------------------ | ------------------ | ------ | -------------- | ----------- | ------ |
| 1       | 11 | Carlos Reutemann   | Ferrari            | 63     | 1:49:59.86     | 4           | 9      |
| 2       | 14 | Emerson Fittipaldi | Fittpaldi-Ford     | 63     | +49,13 s       | 7           | 6      |
| 3       | 1  | Niki Lauda         | Brabham-Alfa Romeo | 63     | +57,02 s       | 10          | 4      |
| 4       | 5  | Mario Andretti     | Lotus-Ford         | 63     | +1:33.12       | 3           | 3      |
| 5       | 17 | Clay Regazzoni     | Shadow-Ford        | 62     | +1 Ronde       | 15          | 2      |
| 6       | 3  | Didier Pironi      | Tyrrell-Ford       | 62     | +1 Ronde       | 19          | 1      |
| 7       | 9  | Jochen Mass        | ATS-Ford           | 62     | +1 Ronde       | 20          |        |
| 8       | 2  | John Watson        | Brabham-Alfa Romeo | 61     | +2 Rondes      | 21          |        |
| 9       | 26 | Jacques Laffite    | Ligier-Matra       | 61     | +2 Rondes      | 14          |        |
| 10      | 36 | Riccardo Patrese   | Arrows-Ford        | 59     | +4 Rondes      | 18          |        |
| 11      | 27 | Alan Jones         | Williams-Ford      | 58     | +5 Rondes      | 8           |        |
| NF      | 25 | Héctor Rebaque     | Lotus-Ford         | 40     | Fysiek         | 22          |        |
| NF      | 12 | Gilles Villeneuve  | Ferrari            | 35     | Spin           | 6           |        |
| NF      | 8  | Patrick Tambay     | McLaren-Ford       | 34     | Spin           | 5           |        |
| NF      | 7  | James Hunt         | McLaren-Ford       | 25     | Spin           | 2           |        |
| NF      | 16 | Hans Joachim Stuck | Shadow-Ford        | 25     | Benzinesysteem | 9           |        |
| NF      | 20 | Jody Scheckter     | Wolf-Ford          | 16     | Ongeluk        | 12          |        |
| NF      | 6  | Ronnie Peterson    | Lotus-Ford         | 15     | Botsing        | 1           |        |
| NF      | 22 | Danny Ongais       | Ensign-Ford        | 13     | Remmen         | 23          |        |
| NF      | 30 | Brett Lunger       | McLaren-Ford       | 11     | Oververhitting | 13          |        |
| NF      | 4  | Patrick Depailler  | Tyrrell-Ford       | 8      | Ongeluk        | 11          |        |
| NF      | 18 | Rupert Keegan      | Surtees-Ford       | 5      | Ongeluk        | 24          |        |
| NF      | 23 | Lamberto Leoni     | Ensign-Ford        | 0      | Transmissie    | 17          |        |
| NS      | 10 | Jean-Pierre Jarier | ATS-Ford           |        |                | 16          |        |
| NQ      | 37 | Arturo Merzario    | Merzario-Ford      |        |                |             |        |
| NQ      | 32 | Eddie Cheever      | Theodore-Ford      |        |                |             |        |
| NQ      | 19 | Vittorio Brambilla | Surtees-Ford       |        |                |             |        |
| NQ      | 24 | Divina Galica      | Hesketh-Ford       |        |                |             |        |

## Statistieken
| Pole-position | Ronnie Peterson  | Lotus-Ford | 1:40.45 |
| Snelste ronde | Carlos Reutemann | Ferrari    | 1:43.07 |

## Noot
- Dit was de tweede snelste ronde voor Carlos Reutemann en de eerste sinds de Grote Prijs van Zuid-Afrika van 1974 - 61 Grands Prix ervoor. Hiermee vestigde hij een nieuw record voor de grootste tijdspanne tussen twee snelste rondes in en verbrak hij het oude record van Mario Andretti (56), gevestigd tijdens de Grote Prijs van Spanje van 1975.

1972 · 1973 · 1974 · 1975 · 1976 · 1977 · 1978 · 1979 · 1980 · 1981 · 1982 · 1983 · 1984 · 1985 · 1986 · 1987 · 1988 · 1989 · 1990 · 1991 · 1992 · 1993 · 1994 · 1995 · 1996 · 1997 · 1998 · 1999 · 2000 · 2001 · 2002 · 2003 · 2004 · 2005 · 2006 · 2007 · 2008 · 2009 · 2010 · 2011 · 2012 · 2013 · 2014 · 2015 · 2016 · 2017 · 2018 · 2019